# Theodosius-Zisterne

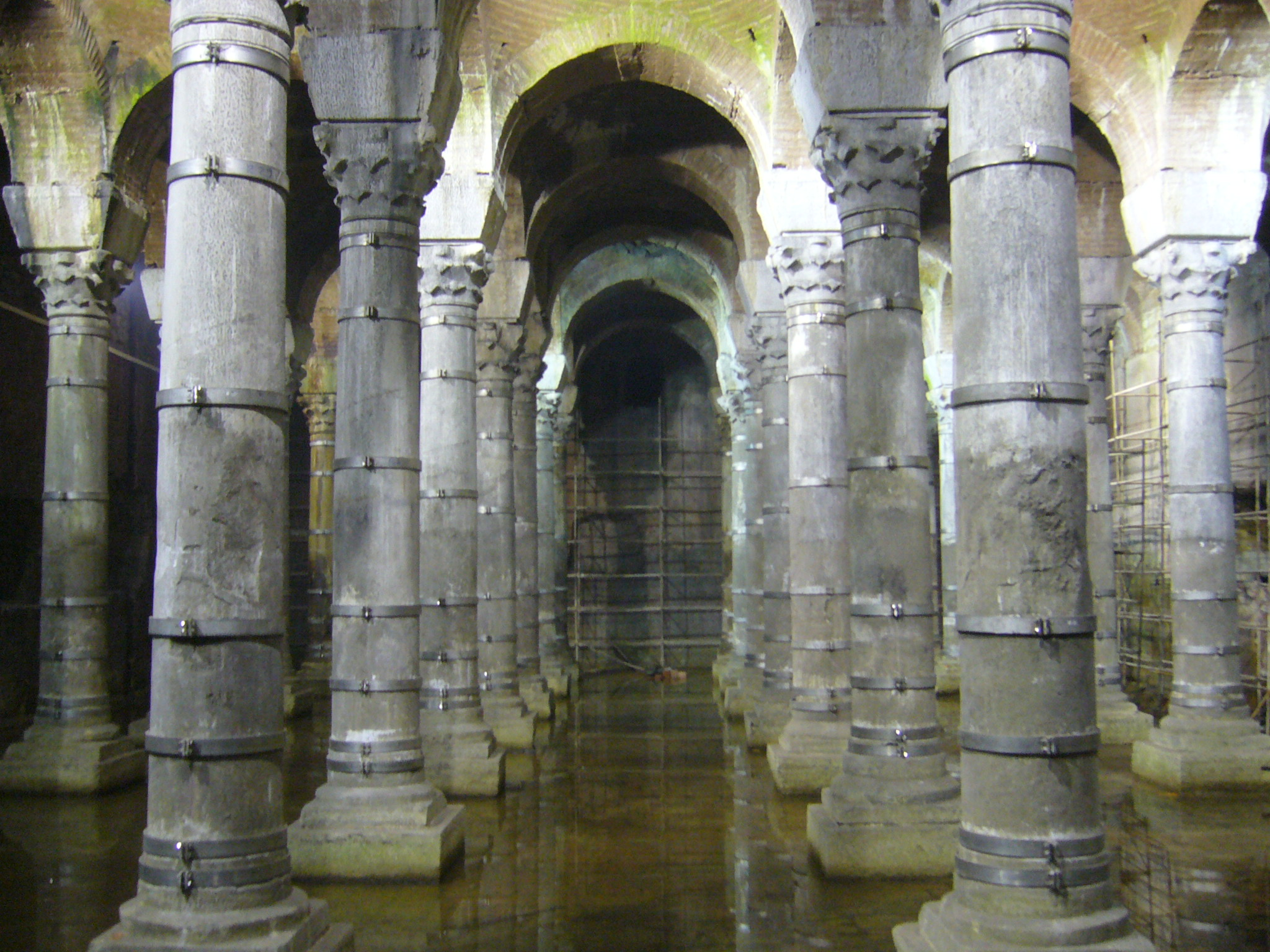
Blick in die Zisterne vor der Restaurierung

Die sogenannte Theodosius-Zisterne (griechisch Κινστέρνα Θεοδοσίου, türkisch Şerefiye Sarnıcı) ist eine gedeckte Zisterne in Istanbul, dem byzantinischen Konstantinopel.

## Lage
Die Zisterne liegt im Stadtteil Binbirdirek, nicht weit von der Binbirdirek-Zisterne entfernt, im Istanbuler Stadtbezirk Fatih unter dem Rathaus des ehemaligen Stadtbezirks Eminönü. Der gläserne Eingang zur Zisterne liegt in der Piyer Loti Caddesi.

## Geschichte

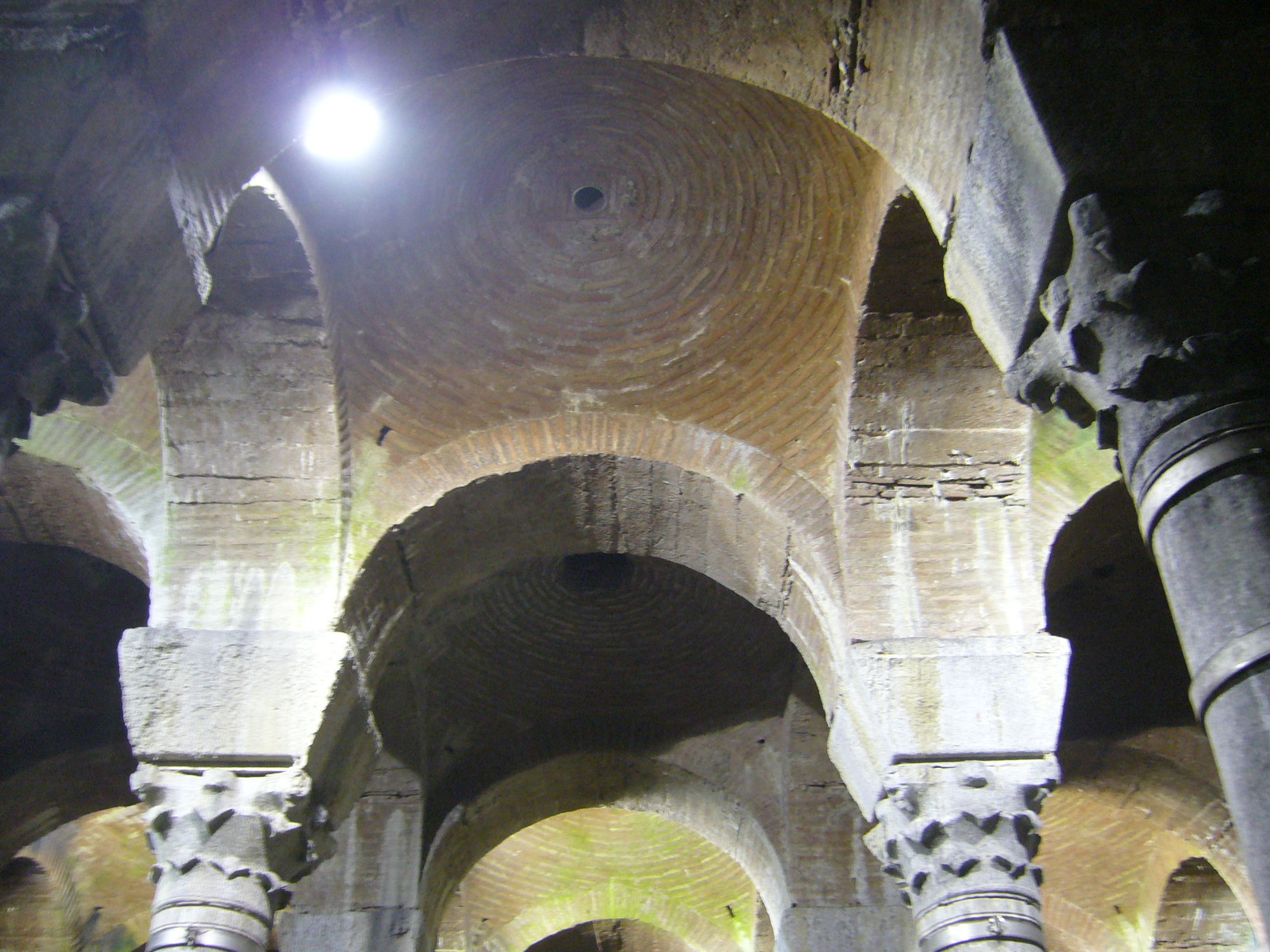
Blick in das Gewölbe

Die Zisterne ist seit dem 19. Jahrhundert unter dem Namen Theodosius-Zisterne bekannt, als ihr Erbauer wird Kaiser Theodosius II. im 5. Jahrhundert angenommen, ohne dass es dafür jedoch eine sichere historische Quelle gibt. Der Valens-Aquädukt versorgte ursprünglich ein Nymphäum, die Zeuxippus-Thermen und den Großen Palast. Unter Theodosius II. wurde die Wasserversorgung neu organisiert und die Zisterne als eine von mehreren zur Zwischenspeicherung erbaut.
Nach einer achtjährigen Renovierungszeit wurde die Zisterne im April 2018 der Öffentlichkeit wieder zugänglich gemacht. Als Eingang dient ein von dem Architekten Cafer Bozkurt errichteter Glasbau. Das Bauwerk wird für Konzerte genutzt und mit einer Lichtinstallation ausgeleuchtet.

## Beschreibung
Die kleine rechteckige Zisterne ist 42,5 Meter lang und 25 Meter breit und erstreckt sich von Nordwesten nach Südosten. Die Gewölbedecke aus roten Ziegelsteinen wird von vier Reihen von jeweils acht neun Meter hohen Marmorsäulen (80 cm dick) mit korinthischen Vollblattkapitellen getragen. Die Umfassungsmauern bestehen aus Ziegelsteinen mit 35 bis 36 cm Länge und 5 bis 6 cm Dicke, die durch 6 bis 7 cm dicke Lagerfugen getrennt sind.